# Miramar (Colón)
Miramar es un corregimiento del distrito de Santa Isabel en la provincia de Colón, República de Panamá. La localidad tiene 201 habitantes (2010).